# Eugen Doga
Eugen Doga (Mocra, 1º marzo 1937 – Chișinău, 3 giugno 2025) è stato un compositore moldavo.
È l'autore dei tre balletti "Luceafărul", "Venancia" e "Queen Margot". È considerato e riconosciuto a livello internazionale tra i grandi nomi della musica classica contemporanea.
In Moldavia, l'anno 2007 (anno del suo settantesimo compleanno) è stato dichiarato anno di Eugen Doga.

## Biografia
Eugen Doga è nato il 1º marzo del 1937 a Mocra, un piccolo paesino dell'autoproclamata repubblica di Transnistria (attuale distretto di Rîbnița, Moldavia), all'epoca facente parte del Regno di Romania. La sua infanzia coincide con un periodo storico molto difficile, caratterizzato da guerra, povertà, fame e lotta per la sopravvivenza. Nella seconda guerra mondiale Doga perde il padre.
Dopo aver terminato una scuola di sette anni, Doga si trasferisce, insieme ai suoi amici, nella capitale Chișinău, per iscriversi a una scuola musicale, di cui era venuto a conoscenza attraverso la radio. Viene ammesso alla scuola pur non avendo acquisito in precedenza alcun tipo di formazione nel campo della musica. Grazie al suo talento e al duro lavoro riesce a imparare molto velocemente a suonare il violoncello anche grazie al suo insegnante italiano di violoncello, Pablo Giovanni Baccini, che avrà grande influenza sulla sua futura carriera.
Dal 1951 al 1955 Doga frequenta la scuola musicale di Chișinău, specializzata nel violoncello. Successivamente è costretto ad abbandonare la carriera di musicista per la paralisi della mano sinistra. Nel periodo compreso fra il 1960 e il 1965 frequenta quindi l'istituto d'arte "Gavriil Musicescu" per diventare un compositore. Fa il suo debutto in qualità di compositore nel 1963 con un quartetto d'archi. In seguito ricopre l'incarico di professore presso la scuola musicale "Ştefan Neaga" di Chișinău (1962-1967), e diventa membro del comitato editoriale del Ministero della Cultura della Repubblica Sovietica Socialista Moldava (1967-1972).
Eugen Doga lavora nel campo della musica da film, diventando uno dei compositori più famosi del periodo sovietico e post-sovietico. Debutta allo studio cinematografico Moldova-Film nel 1967, scrivendo la musica per la commedia di Gheorghe Vodă "Se caută un paznic", sulla base della fiaba "Ivan Turbincă" di Ion Creangă. Ha scritto successivamente musica per oltre 200 film, tra cui: "Gingașa și tandra mea fiară", "Nunta la palat", "Singur în fața dragostei", "Zece ierni pe o vară", "Explozie cu efect întîrziat", ecc. Ha contribuito in maniera significante ai più importanti film di animazione nazionali componendo le colonne sonore di "Capra cu trei iezi", "Maria Mirabela", la serie tv "Guguță" e altri.
Il valzer di "Gingașa și tandra mea fiară" è stato scritto in 10 minuti alle 11 di sera, diventando così leggendario. Negli anni è diventato un "brano di culto" in Moldavia ed è trasmesso spesso alla radio e in TV e utilizzato come primo ballo degli sposi durante i matrimoni. È stato eseguito inoltre durante l'apertura dei giochi olimpici in due occasioni: nel 1980 durante le olimpiadi estive di Mosca, e in occasione della cerimonia d'apertura dei giochi olimpici invernali di Sochi nel 2014. In quest'ultimo caso, il maestro non ha gradito il modo in cui è stato eseguito il suo valzer. Il compositore ha espresso tutta la sua indignazione in un post sul suo profilo Facebook, dove ha scritto: "Ho perso la faccia con questo "accordo" ".
Due valzer di Eugen Doga sono nella classifica dei 200 brani di musica classica di tutti i tempi.
Oltre ai lavori per il cinema, Doga è autore di numerose composizioni originali, tra cui musica da camera e balletti. La sua musica è esaltante e vibrante, e conquista l'ascoltatore attraverso la comunicazione di emozioni.
Ha avuto un ruolo importante nella vita del paese anche dal punto di vista politico, essendo stato membro del Partito Comunista dell'Unione Sovietica dal 1976 e deputato nel primo parlamento della Repubblica di Moldavia.
Eugen Doga è amico e collega del poeta moldavo Grigore Vieru, insieme al quale ha creato alcune tra le sue migliori opere.

### Famiglia
Nel 1962 Eugen Doga ha sposato sua moglie Natalia Doga, laureata presso l'Istituto Tecnico di Mosca. Il maestro ha sempre dichiarato che la famiglia è stata per lui una delle chiavi di svolta della sua carriera.
- Padre - Dmitry Fedorovich Doga (1906)
- Madre - Elisabetta Nikiforovna Doga (1915)
- Moglie - Natalia Pavlovna Doga (1939)
- Figlia - Viorica Doga (1966)
- Nipote - Dominique Doga (2001)

### Oggi
Nel 2002 la televisione ceca ha dedicato a Eugen Doga un film documentario della serie "Poeti dell'Europa". Il film descrive un'intera giornata della sua vita, in cui il maestro parla anche della sua grande carriera.
Nel 2012 Doga ha creato la fondazione internazionale "Dominanta", il cui scopo è quello di rafforzare e sviluppare la cooperazione nel campo dell'arte musicale e della cultura.
Nel 2014 è stata inaugurata la sala musicale "Eugen Doga" a Chișinău. È stato un sogno che il maestro aveva fin dall'inizio della sua carriera, quello di creare un centro di esecuzione artistica in cui riunire persone appartenenti ad ambiti diversi, tra cui musicisti, politici, artisti, imprenditori, associazioni varie per svolgere attività musicali e spirituali.
Verso la fine del 2015, la via Alexandru Diordiță di Chișinău è stata rinominata in via Eugen Doga.

## Opere

### Colonne sonore
Nel 1967 Eugen Doga inizia a scrivere musica per il cinema, e questo diventerà un impegno regolare durante tutta la sua carriera. Il debutto in qualità di compositore è stato nel film diretto da Gheorghe Vodă "Avem nevoie de un paznic" (Abbiamo bisogno di un guardiano) - una fantastica storia delle avventure di un soldato, invitato a offrire il suo servizio come guardiano alle porte del paradiso.
Nei primi anni di carriera il maestro scrive le colonne sonore di quasi la metà dei film prodotti dallo studio cinematografico Moldova-Film.
Nel 1970 inizia la sua collaborazione col il regista Emil Loteanu, nel film "Lăutarii", che ottiene un premio al Festival internazionale del cinema di San Sebastián.
Alla fine del 1971, sui versi di Gheorghe Vodă, Doga ha scritto la canzone "Oraşul meu", che è successivamente diventata simbolo della capitale della repubblica. La futura pop star Sofija Rotaru inizierà la sua carriera musicale debuttando con questa canzone, che nel giro di pochi anni è diventata una tra le più popolari di tutta l'ex Unione Sovietica.
Nel 1976, già a Mosfil'm, Doga e Loteanu lanciano il film "Șatra" (Anche gli zingari vanno in cielo), che ha avuto un successo enorme, attirando 65 milioni di spettatori e vendendo copie in oltre 120 paesi del mondo. Questo film ha vinto il Grand Prix - la Concha de Oro al Festival internazionale del cinema di San Sebastián. Nel 1978 i due lanciano un nuovo film, intitolato "Gingașa și tandra mea fiară".
Eugen Doga ha trovato successo non solo nei film di Loteanu. Nel 1981 viene lanciato un film di animazione intitolato "Maria Mirabela", che diventa subito un classico. Nel 1982 al Giffoni Film Festival ha vinto un premio nella categoria dei film di animazione. Nel 1980, 1990 e 2000 Doga scrive colonne sonore per molti altri film.

#### Fiction
- 1967 - Se caută un paznic
- 1968 - Nuntă la palat
- 1969 - Singur în fața dragostei
- 1969 - Zece ierni pentru o vară
- 1970 - Povârnișul
- 1970 - Trânta
- 1971 - Explozie cu efect întârziat
- 1971 - Lăutarii (I lautari)
- 1971 - Viforul roșu
- 1971 - Vara ostașului Dedov
- 1972 - Soare răsare
- 1972 - Casă pentru Serafim
- 1972 - Crestături spre amintire
- 1974 - Unda verde
- 1974 - Mânia
- 1974 - Durata zilei
- 1976 - Șatra (Anche gli zingari vanno in cielo)
- 1977 - Povestea lui Făt-Frumos
- 1977 - Care pe care
- 1978 - Căruța
- 1978 - Gingașa și tandra mea fiară
- 1979 - Vreau să cânt
- 1983 - Anna Pavlova
- 1985 - Vânt sălbatic
- 1986 - Luceafărul
- 1996 - Regina Margo
- 2001 - Patul lui Procust

#### Film di animazione
- 1969 - Punguța cu doi bani
- 1973 - Petrică cel lăudăros
- 1974 - Taina D.I.C.
- 1975 - Banca lui Guguță
- 1981 - Viforul negru
- 1981 - Maria Mirabela
- 1981 - Copiii, soarele și lumina
- 1982 - Povestea trandafirului alb care putea să roșească
- 1982 - Opriți trenul
- 2012 - Capra cu trei iezi

### Balletti
Nel 1970 Eugen Doga inizia a scrivere un balletto, partendo dal poema "Luceafărul" - la più grande opera della letteratura rumena, di Mihai Eminescu. Il compositore cerca di esprimere la fantastica storia di una fiaba attraverso il linguaggio della musica. Questo balletto verrà abbandonato per un lungo periodo di tempo per altri impegni, e verrà ripreso agli inizi degli anni Ottanta. È stato concluso nel 1983 ed eseguito su diversi palchi nei due anni successivi. Nel 1984 a Eugen Doga è stato assegnato per questo balletto il Premio di Stato dell'URSS.
Un altro balletto, dal nome "Venancia", nasce dopo che il maestro ha visitato diversi paesi dell'America Latina, tra cui Honduras, Brasile, Argentina e Nicaragua, dove ha raccolto molto materiale. La musica di questi paesi è un miscuglio tra quella europea e l'antico folklore degli indiani, presentando così una grande diversità di stili e ritmi. Il balletto non è stato subito messo in scena a causa del crollo dell'Unione Sovietica. Nel 2007 è stato eseguito per la prima volta a Chișinău, e negli anni successivi a Bucarest e Mosca.
Nel 2013 Doga ha iniziato a lavorare a un altro balletto, intitolato "Queen Margot", i cui temi principali sono l'amore e la ricerca della felicità.

### Opera “Dialogurile dragostei”
Eugen Doga ha scritto per la prima volta nel 1972 due opere ispirate ai testi del poeta rumeno Mihai Eminescu - "Dorinţa" e "Între sute de catarge". La vita e la morte del poeta rumeno sono state delle vere tragedie. Durante la vita ha dovuto sopportare il duro lavoro e la povertà, e non ha avuto modo di pubblicare tutti i versi che ha scritto.
Il suo amore per la poetessa Veronica Micle, che ha incontrato nel 1872 e amato per tutta la vita, è stato mostrato agli occhi del popolo attraverso una serie di poesie d'amore.
Nella creazione del maestro, le poesie di Mihai Eminescu e Veronica Micle hanno un ruolo fondamentale. Doga ha scritto molte canzoni d'amore sui versi del poeta rumeno, e nel 1983 ha composto il balletto sinfonico "Luceafărul", visto come "statua" creata nel nome del poeta attraverso la musica.
Nel 1986 Eugen Doga riceve una serie di poesie di Veronica Micle e, ispirato dalla sensibilità dei suoi versi e dalla sua drammatica storia d'amore con Mihai Eminescu, compone più di 40 canzoni d'amore sui loro versi.

### Musica per bambini
Dal 1997, per più di 5 anni, Doga lavora con bambini di età prescolare, che partecipavano a diverse attività televisive e anche ai suoi concerti. Dal 2001 ricopre il ruolo di presidente della giuria di "Bambini Talentuosi della Russia".
Durante la sua intera carriera, Doga ha cercato di creare sempre nuove canzoni per bambini, adatte ai gusti contemporanei. Le sue composizioni per violino e pianoforte sono state create appositamente per l'avvio di giovani cantanti nel mondo della musica contemporanea. La sua musica è materiale didattico, semplice e attraente, e si rivolge ai giovani e ai bambini. In questo modo la musica entra nella vita delle persone sin dai primi anni di vita e le accompagna durante la loro intera vita, diventando un vero e proprio sostegno spirituale.

### Musica da camera
- Ochiul tău iubit
- Misterele nopții
- Dorința
- De-aș vrea și eu o floare
- Peste vârfuri
- Ochiul tău iubit
- O rămâi
- Rugăciune
- Lumineze stelele

## Premi e riconoscimenti

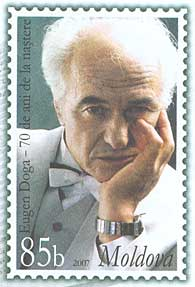
Eugen Doga su un francobollo della Repubblica di Moldavia

Per i suoi meriti e il suo contributo nel campo della musica, Eugen Doga è stato premiato numerose volte da parte della Repubblica di Moldavia e dall'URSS. Ha ricevuto il titolo di "Maestro dell'arte della Moldavia", "Artista del popolo della R.S.S.M. (Repubblica Sovietica Socialista Moldava) (1967)", "Artista del popolo dell'URSS (1987)". È stato vincitore del premio "Boris Glăvan" del Komsomol della Moldavia, vincitore del premio nazionale della R.S.S.M. (1980) e dell’URSS (1986).
Nel 1976 ha vinto la Concha de Oro al Festival Internazionale del Cinema di San Sebastian per il film "Anche gli zingari vanno in cielo".
Nel 1997 gli è stata conferita la più alta onorificenza della Moldavia - l’Ordine della Repubblica, e nel 2000 quella della Romania - l’Ordine della Stella di Romania. Ha ricevuto la medaglia “Mihai Eminescu” (2008) e la medaglia d’oro “Uomo del Secolo” (USA, 1998).
L’anno 2007 è stato dichiarato da parte delle autorità moldave “Anno di Eugen Doga”, con l’occasione del suo settantesimo compleanno.
Nel 2008 il presidente moldavo, Vladimir Voronin, ha nominato Eugen Doga come vincitore del Premio Nazionale, per il suo eccezionale contributo nello sviluppo della musica nazionale e universale. Nel 2014 il presidente della Romania, Traian Băsescu, ha assegnato al maestro moldavo l’ordine nazionale “Serviciul Credincios”, in qualità di Grande Ufficiale.

## Film su Eugen Doga
- 1983 - Eugen Doga. Emil Loteanu
- 2000 - Poeti dell'Europa[8]. Iuri Vondrak
- 2007 - Le vacanze di San Pietroburgo[16]
- 2007 - Eterna. Teleradio Moldova[17]
- 2012 - Partitura Vietii. Viorica Doga
- 2013 - Eugen Doga[18], serie di film documentari. Studio cinematografico "Flacăra Film", Luminiţa Dumbrăveanumai